# Форт-Белнап
Форт-Белнап (англ. Fort Belknap) — индейская резервация, расположенная в центральной части штата Монтана.

## История
Резервация была основана в 1888 году для двух индейских народов — гровантров и ассинибойнов. Своё название она получила от форта Белнапа, который в свою очередь был наречён в честь Уильяма Уорта Белнапа, американского генерала и военного министра в кабинете Улисса Гранта.
Гровантры до 1861 года входили в конфедерацию черноногих и враждовали с ассинибойнами, но после одного инцидента они порвали со своими союзниками и объединились с бывшими врагами. В 1869 году гровантры и ближайшие к ним группы верхних ассинибойнов заключили мир.
В марте 2012 года индейцы Форт-Белнапа от Йеллоустонского национального парка получили стадо чистокровных равнинных бизонов. Спустя столетие эти животные вновь появились на территории гровантров и ассинибойнов.
В 2014 году на территории резервации начала действовать компания 4Finance US Holding Inc., оказывающая услуги по быстрому кредитованию, одним из владельцев которой является российский олигарх Олег Викторович Бойко.

## География
Резервация расположена в северо-центральной части штата Монтана и включает часть округов Блейн и Филлипс. Общая площадь Форт-Белнап, включая трастовые земли (117,723 км²), составляет 2 638,174 км², из них 2 628,311 км² приходится на сушу и 9,863 км² — на воду. Административным центром резервации и штаб-квартирой племени является город Харлем.

## Демография
По данным федеральной переписи населения 2010 года, в резервации проживал 2 851 человек. Согласно федеральной переписи населения 2020 года в резервации проживало 3 382 человека, насчитывалось 879 домашних хозяйств и 1 075 жилых домов. Средний доход на одно домашнее хозяйство в индейской резервации составлял 41 042 доллара США. Около 39,5 % всего населения находились за чертой бедности, в том числе 49,3 % тех, кому ещё не исполнилось 18 лет, и 18,3 % старше 65 лет.
Расовый состав распределился следующим образом: белые — 132 чел., афроамериканцы — 8 чел., коренные американцы (индейцы США) — 3 142 чел., азиаты — 4 чел., океанийцы — 0 чел., представители других рас — 7 чел., представители двух или более рас — 89 человек; испаноязычные или латиноамериканцы любой расы составили 76 человек. Плотность населения составляла 1,28 чел./км².

## Комментарии
1. ↑  Сам город не входит в состав резервации, а является лишь штаб-квартирой племени.